# Франсуа Луї Валлє
Франсуа Луї Ісідор Валлє (фр. François Louis Isidore Valleix) (нар. 14 січня 1807, Тулуза — 12 липня 1855, Париж) — французький педіатр.

## Життєпис
Вивчав медицину в Парижі, де в 1831 році він почав працювати стажером у лікарні. У 1835 році отримав ступінь доктора медичних наук, захистивши дисертацію щодо повільної асфіксії новонародженого. У 1836 році він став лікарем центрального бюро Парижа, а з 1841, служив став лікарем центральної лікарні Парижа. Помер в 1855 році після зараження дифтерією від хворої дитини.
У 1834 році він став членом анатомічної спілки Парижа. Його ім'я часто асоціюється з «Точками Валлє», які описані як поверхневі точки по ходу нервів, тиск на які заподіює біль у випадках невралгії.

## Основні твори
- De l'asphyxie lente chez les enfans nouveau-nés, 1835 – Повільна асфіксія новонародженого.
- Clinique des maladies des enfants nouveau-nés, 1838 – Клінічні хвороби новонароджених.
- Traité des névralgies, ou, Affections douloureuses des nerfs, 1841 – Трактат про невралгії; хворобливі розлади нервів.
- Guide du medecin praticien : ou résumé general de pathologie interne et de therapeutique appliquées (10 volumes), 1842-1847 – Керівництво для практикуючого лікаря; загальні риси внутрішньої патології та прикладної терапії.[7]